# Chronica nova Prutenica
Chronica nova Prutenica (en español Nueva crónica prusiana y en latín Chronicon seu annales Wigandi Marburgensis, equitis et fratris ordinis Teutonici)  es una crónica de los caballeros teutónicos, obra del heraldo alemán Wigand de Marburgo.
La obra fue escrita hacia 1395 en alto alemán medio, cuyo original sobreviven unas 500 líneas, cuyo contenido es un compendio histórico que comprende varios aspectos geográficos, sociales, militares y religiosos. Se considera una fuente muy importante sobre acontecimientos acaecidos en Livonia, Lituania, Letonia, Estonia y  Samogitia durante la segunda mitad del siglo XIV. Siguiendo la costumbre hasta 1386, en la crónica a los caudillos lituanos se les denominaba a menudo como reyes, posiblemente una razón semántica, pues la palabra para duque en ruso es knyaz (Князь) y en lituano kunigaikštis (en lituano antiguo kunigas), cognitivos de las formas germánicas king, könig o konge. Junto a la Crónica rimada de Livonia, es la segunda obra que detalla muchos detalles del Levantamiento de la noche de San Jorge. 
La crónica fue posteriormente traducida al latín por Jan Długosz, quien tuvo acceso a la obra completa, aunque no exenta de muchos errores y confusión de nombres y localizaciones.